# IC 2209
IC 2209 — галактика типу SBb (компактна витягнута галактика) у сузір'ї Жираф.
Цей об'єкт міститься в оригінальній редакції індексного каталогу.